# Le pupille
Le pupille (deutsch Die Schülerinnen; auch bekannt unter dem Titel The Pupils) ist ein italienisch-US-amerikanischer Kurzfilm von Alice Rohrwacher aus dem Jahr 2022, der anlässlich der 95. Academy Awards eine Oscarnominierung erhielt.
Die Geschichte basiert auf einem Brief, den die italienische Schriftstellerin Elsa Morante kurz vor Weihnachten an ihren guten Freund Goffredo Fofi geschrieben hatte.

## Inhalt
Mutter Oberin Fioralba führt gemeinsam mit drei Nonnen ein Mädcheninternat in Italien. Sie ist äußerst streng und besteht darauf, dass man die von ihr gegebenen Regeln einhält. Ihr Verständnis für die Bedürfnisse der elternlosen Kinder ist gering, und oft ist es nicht leicht, die teils rebellischen Mädchen im Zaum zu halten. Der Alltag der Mädchen ist monoton, sie müssen morgens früh aufstehen, ihre Betten machen, den Kriegsberichten im Radio lauschen und dabei stillstehen. Ständig wird ihnen der Unterschied zwischen Himmel und Hölle erklärt, wobei letztere als ein Ort des Feuers und der extremen Hitze geschildert wird, vor dem man sich in Acht nehmen müsse. Dies geschieht vor allem, um die Kinder im Griff zu halten und ihnen bei Ungehorsam das Gefühl zu geben, dass sie Sünder seien. Unablässig werden die Mädchen daran erinnert, dankbar für das zu sein, was sie haben, und nicht egoistisch zu sein.
Im Mittelpunkt der Geschichte steht die kleine Serafina, die sich oft gegen die diktatorische Oberin auflehnt. Auch passt es der gestrengen Frau nicht, dass Serafina den anderen Mädchen phantasievolle Geschichten erzählt. Die Mädchen träumen von Essen, Geld, Liebe und Respekt. Serafina ist es, die versehentlich das Radioprogramm wechselt, sodass Musik ertönt und die Mädchen zu singen und tanzen anfangen und ihre Emotionen nicht mehr zurückhalten. Als Strafe für ihr Fehlverhalten müssen sie sich den Mund auswaschen.
Kurz vor Weihnachten plant man, ein Krippenspiel aufzuführen, das der biblischen Geschichte möglichst echt nachempfunden werden soll. Da Krieg herrscht, sind die ohnehin schon spärlichen Mittel noch knapper als sonst. So bittet man die wohlhabenderen Einwohner des Ortes um Opfergaben. Die Mädchen verharren andächtig im Gebet, als ihnen eine Spenderin einen riesigen roten Kuchen zukommen lässt, der sogleich im Mittelpunkt steht und für Aufregung sorgt, denn er enthält sage und schreibe 70 Eier und das, obwohl überall Mangel herrscht. Für die Mädchen ist er in dieser Zeit des Hungers ein wahrhaft himmlisches Geschenk. Die Spenderin erbittet im Austausch für ihre Gabe Gebete der Mädchen, in denen diese darum bitten sollen, dass ihre verlorene Liebe bald zurückkehrt.
Als sich die Mädchen nach der Messe an den Tisch setzen und das Weihnachtsmahl einnehmen, stellt die Oberin auch den Kuchen auf den Tisch. Zugleich lässt sie eine Schwester den Gesandten des Bischofs holen. Als die Kuchenteller schon vor den Mädchen auf dem Tisch stehen, stellt die Oberin eine überraschende Frage. Sie will wissen, ob die Mädchen das ihnen zugedachte Kuchenstück nicht lieber an arme Kinder spenden wollten und sich erheben möchten, wenn sie damit einverstanden seien. Langsam steht ein Mädchen nach dem anderen auf, nur Serafina bleibt sitzen. Auf eine entsprechende Frage der Oberin erklärt sie, dass sie lieber ein böses Mädchen sein wolle, wenn sie dann ein Stück Kuchen erhalte. Man sieht der Oberin ihre Empörung an. Ohne weitere Worte schickt sie die Mädchen aus dem Zimmer und übergibt den Kuchen dem Schornsteinfeger als Bezahlung für seine Arbeit. Serafina konnte allerdings ein Stück des Kuchens heimlich hinausschmuggeln und teilt ihre Köstlichkeit nun bereitwillig mit den anderen Mädchen.

## Produktion

### Produktionsnotizen, Drehorte

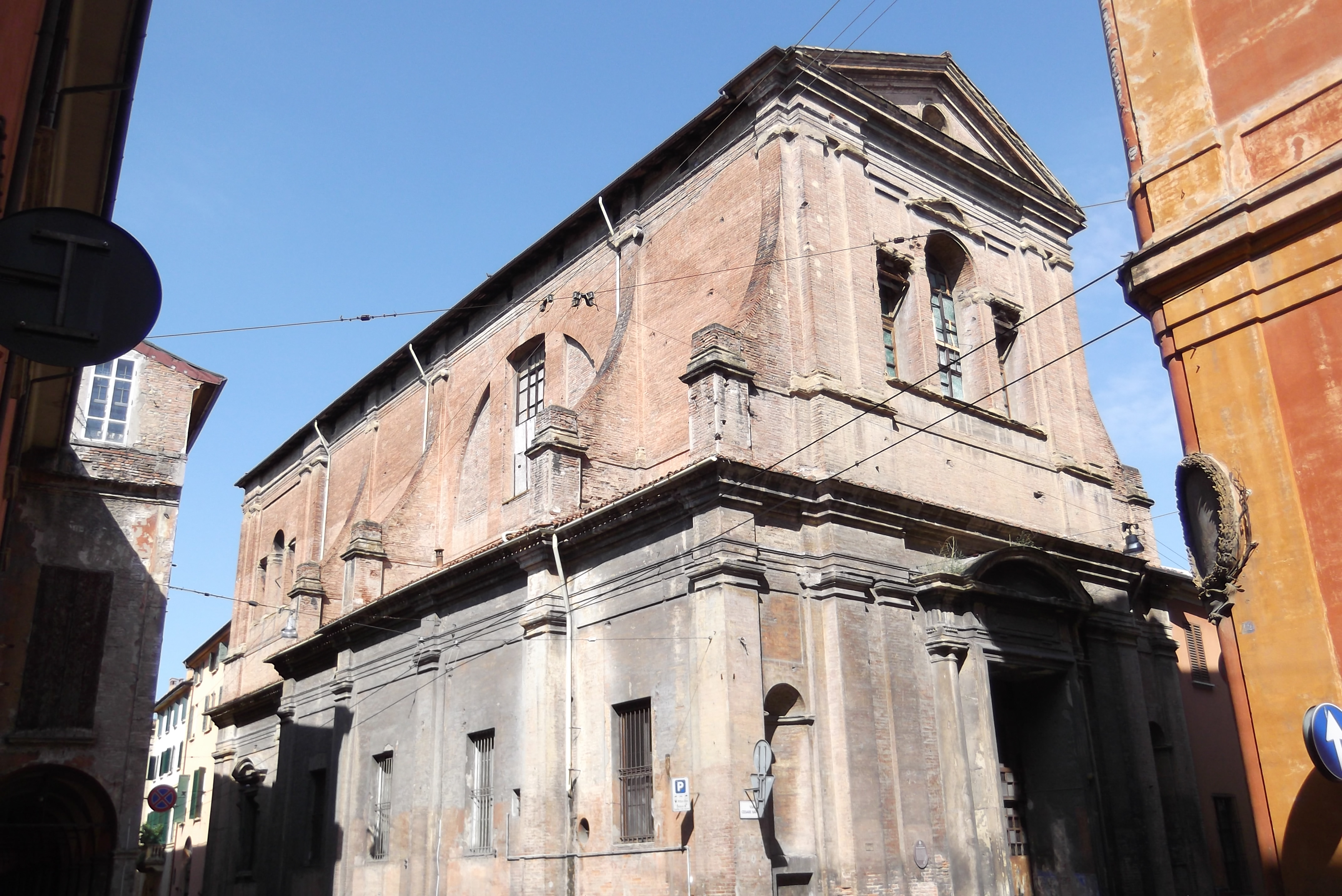
Ehemalige Kirche San Barbaziano in Bologna, einem der Drehorte

Produziert wurde der Film von Tempesta und Esperanto Filmoj, der Vertrieb des Films erfolgte über Disney+. Die Dreharbeiten fand in der etwas außerhalb von Bologna gelegenen Kirche Santuario della Madonna di San Luca in der Emilia-Romagna in Italien statt; die Aufnahmen der lebenden Krippe entstanden in der ehemaligen Kirche San Barbaziano in Bologna.
Im Film erklingt Musik aus Georg Friedrich Händels Oratorium Messiah. Weitere Musik: Caro Goffredo und Zuppainglese (Biskuitkuchen und Pudding) von Norina Liccardo.

### Weitere Mitwirkende
- Eugenia Tasi: Jesuskind
- Maria Luisa Briguglia: Marilu
- Nora Luce Briguglia Nora
- Carla Briguglia: Carla
- Anna La Barbera: treues kleines Mädchen
- Anita Crucitti: Goffredo
- Fabio Gaetani: Arturo Fabriellini
- Leo Mantovani: Mario Gatti
- Piergeorgio Gallicani, Libero Giusti: Bettler
- Carlo Tarmati: „Der kleine Hund“
- Anna Marcone: Olgas Tante
- Daria Deflorian: Signora dell’olio
(Dame des Öls)
- Tatiana Lepore: Signora delle pere
(Dame der Birne)
- Alessandro Genovese: Der Bischof
- Carmelo Macrì: Mitarbeiter des Bischofs
- Gianluca Farinelli, Francesca Scarinci: Die Wohlmeinenden
- Sky Alexis: Waisenmädchen (Stimme)

### Veröffentlichung
Der Film wurde am 16. Dezember 2022 im Streaming-Dienst Disney+ veröffentlicht.
- Frankreich: 27. Mai 2022 Cannes Film Festival
- Finnland: 18. Juni 2022 Midnight Sun Film Festival
- Vereinigte Staaten: September 2022 Telluride Film Festival und
  - 22. Oktober 2022 Philadelphia International Film Festival und
  - 3. November 2022 AFI Fest und
  - 16. Dezember 2022 Internet und
  - 23. Dezember 2022 MoMA – The Contenders
- Kanada: 12. September 2022 Toronto International Film Festival
- Jeweils am 16. Dezember 2022 im Internet veröffentlicht
- in Argentinien, Australien, Italien, Singapur

Der Arbeitstitel des Films lautete: The Pupils, so lautet auch der internationale Titel.

## Kritik
Noel Murray schrieb in der Los Angeles Times, dass dieser fesselnde und überraschend spannende weihnachtliche Kurzfilm seinen ironischen Sinn für Humor mit Rohrwachers anderen Werken teile und ein tiefes Verständnis dafür habe, wie schrecklich böse Menschen sein könten – und dies manchmal im Namen der Wahrheit.
Dora Endre befasste sich auf der Seite Art Here Art Now mit dem Film und stellte fest, dass Alice Rohrwacher mit dieser Produktion zu ihren Wurzeln zurückkehre. In diesem Weihnachtsmärchen über unruhige Mädchen eines katholischen Internats untersuche Rohrwacher Themen wie Armut, Verlust, Kriegstraumata, eng verbundene Gemeinschaften, die Relativität von Unschuld, Autorität versus Individuum, Mobbing und die Kraft des Glaubens. Weiter führte Endre aus, dass der Film stark an Alfonso Cuaróns Fantasy-Drama Little Princess erinnere. Das sei gar nicht so verwunderlich, denn Cuarón habe auch diesen Film produziert.
Marika Iannetta schrieb auf der Seite L’occhio del cineasta: „Ohne auf das Ausdruckspotential einer minimalistischen Ästhetik zu verzichten, verpackt Alice Rohrwacher ein reizvolles audiovisuelles Werk für Groß und Klein. Eine fesselnde Familiengeschichte, die vor dem undurchsichtigen Hintergrund eines Weihnachtsfestes voller Krieg und Hungersnot perfekt in der Lage ist, die Universalität guter Gefühle zu unterstreichen, die in der Lage sind, auch an Orten zu überleben, die – sowohl physisch als auch moralisch – eher unzugänglich sind. Es lebe der ‚süsse Blick über die Armut‘.“
Manjeet Singh bewertete den Film auf der Seite Leisure Byte und fasste zusammen, dass Le pupille alles in allem stimmig sei und die unterschiedlichen Vorstellungen von Freiheit hervorragend zur Geltung bringe. Humor sei ein weiteres starkes Elemente in diesem Kurzfilm und werde sehr effektiv eingesetzt. Der Film generiere eine Reihe von Emotionen und darüber hinaus bestimmte Momente, die einen gleichzeitig zum Lachen, Genießen und Nachdenken bringen würden.
Der Journalist und Filmkritiker Marcelo Müller schrieb bei Papo de Cinema Le Pupille sei ein besonders sarkastischer Film, vor allem, weil er einen Filter der Reinheit zwischen den Zuschauer und seine alles andeare als unschuldige Gesellschaftskritik setze. Serafina sei die Schlüsselfigur in dieser engagierten und offenen Geschichte über Gut und Böse, da sie der Mutter Oberin in einem bestimmten Moment die Wahl auferlege, religiöse Politik zu betreiben und ihr Wort zu halten. In dem für einen Oscar nominierten Film stecke viel drin: von der Lobpreisung der Einfachheit von Kindern bis zur Notwendigkeit, Solidarität an die Spitze der menschlichen Prioritäten zu rücken (noch mehr in Kriegszeiten). Im ohnehin schon sehr konsequenten Werk der Regisseurin nehme dieser Film durch seinen kindlichen Ton einen vorzüglichen Platz ein, sei sich aber weniger früh dessen bewusst, was uns pervertiere.
Pamela Hutchinson ging auf der Seite Silent London kurz auf den Film ein, der in Cannes debütiert hatte, wo die Kritiker zweifellos von seinem festlichen Charme begeistert gewesen seien. Der Weihnachtsfilm sei so süß wie gestohlener Pudding, die Augen würden besonders in der betörenden Schlusssequenz noch einmal verwöhnt. Dieses zuckerhaltige Dessert sei mit kandierten Wahrheitsbomben übersät.

## Auszeichnungen
Toronto International Film Festival
- 2022: Nominiert für den IMDbPro Short Cuts in der Kategorie „Short Cuts Award für den Besten Film“ Alice Rohrwacher

Philadelphia Film Festival
- 2022: Nominiert für den Jury Award in der Kategorie „Bester Kurzfilm“ Alice Rohrwacher
- 2022: Gewinner des Honorable Mention in der Kategorie „Beste Schauspielerin“ Melissa Falasconi und
 in der Kategorie „Bestes Szenenbild“ Emita Frigato und Rachele Meliadò

Academy Awards, USA
- 2023: Nominiert für den Oscar in der Kategorie „Bester Kurzfilm“ Alice Rohrwacher und Alfonso Cuarón